# Гурак, Анджей
Анджей Гурак (пол. Andrzej Górak, род. 15 февраля 1951 года в г. Андрюхове, Польша) — польский ученый в области процессов химической технологии и заведующий Кафедрой процессов разделения жидких сред Факультета биохимической и химической технологии в Техническом Университете Дортмунда, Германия.

## Карьера
Анджей Гурак получил инженерное образование в Техническом Университете (ТУ) Лодзи, Польша (1968—1973). Там же на Факультете инженерных процессов он защитил в 1979 году кандидатскую диссертацию (PhD) посвященную проблемам непрерывной ректификации многокомпонентных смесей. После защиты Анджей Гурак продолжил работу в ТУ Лодзи в должности старшего инженера, а с 1988 года получил позицию научного сотрудника на фирме Хенкель (Дюссельдорф, Германия). В 1989 году он завершил свою докторскую диссертацию (Habilitation) в ТУ Ахена и вскоре получил должность профессора на Кафедре процессов разделения жидких сред в Дортмундском Университете (1992). В 1996 он возглавил аналогичную Кафедру в Университете Эссена (Германия), а спустя ещё четыре года, он возвращается в Дортмундский Университет, уже как заведующий Кафедрой процессов разделения жидких сред.
В 1999 году Гурак получает приглашение возглавить кафедру Норвежского Университета Науки и Технологии в Тронхейме, а в 2008 году аналогичное предложение от ТУ Лодзи. Гурак предпочёл однако остаться в Дортмунде.

## Направления научно-исследовательской деятельности
Традиционные методы разделения
- Ректификация, абсорбция и экстракция
- Тепло- и массообменные процессы в многокомпонентных системах
- Экспериментальное определение параметров математических моделей
- Строгое математическое моделирование процессов беспрерывного и периодического действия

Методы разделения реагирующих смесей
- Ректификация, абсорбция и экстракция реагирующих смесей
- Математическое моделирование и экспериментальные исследования
- Проектирование и оптимизация процесса
- Разработка новых насадок для ректификации в реагирующих смесях

Мембранные методы разделения
- Первапорация и паровая пермеация
- Нанофильтрация и мембранные реакторы
- Математическое моделирование
- Экспериментальное определение параметров математических моделей

Гибридные методы разделения
- Комбинирование традиционных методов разделения
- Традиционные методы разделения в соединении с мембранными процессами
- Математическое моделирование, оптимизация и экспериментальные исследования

Интенсификация процессов
- Исследование гибридных процессов и процессов в реагирующих смесях
- Интеграция методов разделения реагирующих смесей и мембранных процессов
- Исследование роторных массообменных аппаратов (роторных ректификаторов)

Процессы разделение биомолекул
- Экстрактивное разделение биомолекул с помощью водных двухфазных систем
- Применение ионных жидкостей в жидкость-жидкостной экстракции
- Разделение фармацевтических продуктов с применением мембранных адсорберов
- Выделение биоспиртов с помощью органофильных мембран
- Оптимизация процессов разделения биомолекул

## Отличия и награды
- 1974: лучшая практически ориентированная дипломная работа в Польше
- 1979: кандидатская диссертация с отличием
- 1983: премия Научного Секретаря Польской Академии Наук за успехи в технологическом обмене
- 1992: Премия Фридрих-Вильгельма от ТУ Аахена за докторскую диссертацию (Habilitation)
- 2010: Орден за засуги перед Федеративной Республикой Германии за выдающиеся достижения в области установления международных отношений между Польшей и Германией

## Книги
- E.Y. Kenig, A. Górak: Modeling of Reactive Distillation. In: Modeling of Process Intensification. (Ed. F. J. Keil), Wiley-VCH, Weinheim, 2007
- J. Richter, A. Górak: E. Y. Kenig: Reactive distillation. In: Integrated Reaction and Separation Operations. (Eds. H. Schmidt-Traub & A. Górak), Springer, Heidelberg, 2006
- K. Hölemann, A. Górak: Absorption. In: Fluid Verfahrenstechnik. Grundlagen, Methodik, Technik, Praxis. (Ed. R. Goedecke), Willey-VCH, Weinheim, 2006
- E. Y. Kenig, A. Górak: Reactive Absorption. In: Integrated Chemical Processes . (Eds. K. Sundmacher, A. Kienle & A. Seidel-Morgenstern), Willey-VCH, Weinheim, 2005
- E. Y. Kenig, A. Górak, H.-J. Bart: Reactive separations in fluid systems. In: Re-engineering the chemical processing plant. (Eds. A. Stankiewicz & J. Moulijn), Marcel Dekker Inc., New York, 2003
- A. Górak: Simulation thermischer Trennverfahren fluider Vielkomponentengemische. In: Prozeßsimulation. (Ed. H. Schuler), Verlag Chemie, Mannheim, 1995